# Monolluma cicatricosa
Monolluma cicatricosa är en oleanderväxtart som först beskrevs av Albert Deflers, och fick sitt nu gällande namn av D.C.H. Plowes. Monolluma cicatricosa ingår i släktet Monolluma och familjen oleanderväxter. Inga underarter finns listade i Catalogue of Life.